# Ciuciuligovo
Ciuciuligovo (în bulgară Чучулигово) este un sat în Obștina Petrici, Regiunea Blagoevgrad, Bulgaria.

## Demografie
Componența etnică a satului Ciuciuligovo
     Bulgari (96,73%)
     Nicio identificare (3,26%)
     Altele (0%)
La recensământul din 2011, populația satului Ciuciuligovo era de 184 locuitori. Din punct de vedere etnic, majoritatea locuitorilor (96,73%) erau bulgari. Pentru 3,26% din locuitori nu este cunoscută apartenența etnică.